# Opere multimediali
Il recente sviluppo di nuove tecnologie quali l'informatica, i mezzi audiovisivi, i processi di digitalizzazione e gli strumenti di telecomunicazione hanno determinato la nascita di nuovi prodotti definiti col termine di opere multimediali. L'opera multimediale è un prodotto al cui interno coesistono e si combinano opere di generi diversi (testo, immagini fisse, immagini in movimento e suoni) tradizionalmente fruite attraverso media differenti.
Gli elementi che contraddistinguono un'opera multimediale sono principalmente tre:
- la sua espressione in forma digitale;
- la sua composizione formata da diverse opere minori protette da diritto d'autore (testi, suoni, immagini);
- il suo funzionamento per mezzo di un elaboratore elettronico, dotato di una piattaforma compatibile.

Tali opere assumono un ruolo di grande interesse nelle trattazioni di opere discendenti da apporti creativi di più persone, in quanto esse riescono grazie alla tecnologia digitale a riunire su uno stesso supporto (CD-rom o memoria del computer) opere di mezzi espressivi diversi, collegandole ed amalgamandole in modo da trattare e rappresentare un dato argomento secondo un progetto unitario.

## I campi della multimedialità
La caratteristica più rilevante delle opere multimediali è quella di esporre un determinato argomento con un denso corredo di note formate da testi letterati, illustrazioni e materiali audiovisivi, collegati fra loro attraverso ipertesti.
Con gli hyperlinks nasce una nuova concezione di fruizione dei testi, non più lineare e progressiva, ma autonoma e personalizzata, il che rappresenta una grossa innovazione metodologica soprattutto per i testi letterari. Giornali e riviste, ad esempio, prodotti concepiti per un approccio ad accesso casuale, vengono così arricchiti da ulteriori possibilità di presentazioni multimediali e ipertestuali. 

Le applicazioni multimediali hanno trovato una larga diffusione nel settore dei giochi, dei software educativi per ragazzi, dei dizionari e delle enciclopedie, ma anche in applicazioni del tutto moderne come quella del museo virtuale. 

Può essere considerata un tipo particolare di opera multimediale - seppur nell'accezione molto ampia che se ne è sopra fornita -, costituita da grafica, testi e immagini combinati tra loro, anche un sito web.

## Inquadramento giuridico dell'opera multimediale
La struttura complessa di un'opera multimediale rende spesse volte il nostro Diritto d'autore italiano insufficiente, da solo, a regolarne l'intera tutela. 

Come è noto, la tecnologia digitale, che organizza in un unico prodotto una più estesa gamma di modalità espressive, dà all'opera una modalità espressiva assolutamente immateriale, in quanto adotta un linguaggio di compilazione di tipo binario, fatto quindi di codici elettronici e non di supporti espressivi fisici. Per questo motivo, le categorie in cui sono tradizionalmente divise le opere dell'ingegno di carattere creativo - letteratura, musica, arti figurative, etc. - perdono, di fronte al fenomeno multimediale, il loro significato originario per assumere connotazioni nuove e peculiari. 

Non pare esservi dubbio, comunque, a prescindere da una precisa definizione in senso giuridico, che l'opera multimediale debba essere tutelata dalla legge sul diritto d'autore, il cui l'art. 1 di tale L. 518/92 afferma: "Sono protette ai sensi di questa legge le opere dell'ingegno di carattere creativo che appartengono alla letteratura, alla musica, alle arti figurative, all'architettura, al teatro ed alla cinematografia qualunque ne sia il modo o la forma di espressione".
Il dibattito attualmente in corso riguarda piuttosto la possibilità e l'opportunità di dare una collocazione precisa, all'interno del panorama giuridico, a questa categoria di opere, nonché di stabilire una tutela specifica che vada ad essa accordata.
La dottrina giuridica si è sforzata, nel tempo, di ricondurre l'opera multimediale a generi di opere diversi fra loro al fine di estendervi la tutela per queste ultime positivamente prevista, ma essa sfugge a ogni sistema di classificazione, e il quesito di fondo, pertanto, rimane invariato: la multimedialità rappresenta una nuova categoria di opere, o costituisce piuttosto l'ennesimo strumento di veicolazione di opere che già conosciamo?

## L'identificazione dell'autore
L'opera multimediale, inoltre, porta a una nuova concezione della nozione di “autore”: chi è infatti l'autore di un'opera multimediale? Il progettista, il grafico, l'assemblatore finale, o tutti in eguali proporzioni? In genere la legge determina tali diritti per quelle opere dell'ingegno che in qualche modo riesce a classificare, ma come ci si pone quando i contributi sono indistinguibili e l'effetto artistico è unitario? 
 La figura dell'autore in senso tradizionale perde consistenza, si presenta con tratti sempre più confusi o sfumati, e il dibattito si complica ulteriormente se consideriamo che al giorno d'oggi chiunque può intervenire su un'opera preesistente, rielaborandola e presentandola in forme e modalità diverse.

## L'acquisizione dei diritti sui singoli elaborati
Uno dei maggiori problemi concernenti alla tutela di queste opere riguarda la difficoltà nell'ottenere il consenso da tutti gli autori delle parti necessarie a comporre un mosaico multimediale (sempre che sia possibile reperirli tutti), nonché nell'utilizzare materiale che sia sicuramente in pubblico dominio in tutti i paesi in cui l'opera verrà commercializzata.
Nella maggioranza dei casi l'editore si trova a dover acquisire i diritti necessari da terzi, e a trattare con decine o addirittura centinaia di soggetti diversi. Alcune soluzioni proposte dagli organismi internazionali in questo ambito, come ad esempio uno sportello unico che possa rilasciare autorizzazioni multiple, non hanno ancora portato a risultati concreti, né fatto chiarezza definitiva sull'interpretazione del copyright nella nuova era digitale. 

Il problema si complica ancora considerando che su molti materiali incorporati nell'opera multimediale possono sussistere altri diritti che si sovrappongono a quelli d'autore, cioè i diritti connessi.

## Riconducibilità dell'opera multimediale agli schemi dell'opera complessa
La risoluzione del problema dell'acquisizione dei diritti, però, dipende anche dalla possibilità di far rientrare l'opera in una delle fattispecie di opere complesse previste dalla legge. Questo non può che essere valutato in concreto in relazione alle caratteristiche delle singole opere. Nel complesso, in attesa di una legislazione autonoma in campo giuridico, non pare vi siano difficoltà a far risalire le opere multimediali agli schemi dell'opera collettiva o dell'opera composta. L'opera multimediale, infatti, può essere considerata come “opera collettiva” ex art.3 della legge sul diritto d'autore in quanto data “dalla riunione di opere o di parti di opere che hanno carattere di creazione autonoma, come risultato della scelta e del coordinamento di un determinato fine”, oppure ex art. 10 della medesima normativa, come “opera creata con il contributo indistinguibile ed inscindibile di più persone”.
Secondo alcuni all'opera multimediale sarebbe applicabile anche la disciplina comunitaria sulle banche dati, le quali possono essere costituite in forma multimediale. La soluzione negativa sembra però preferibile, stante anche l'indiretto riconoscimento dell'autonomia di tali opere, come risulta dalla “citazione” contenuta negli artt. 171-ter e 181-bis della l.d.a., come modificata dalla L. 248/2000.